# Akai Ito (videogioco)
Akai Ito (アカイイト? lit. "Filo Rosso") è una visual novel giapponese prodotta da Success Corporation, distribuito esclusivamente per PlayStation 2 in Giappone il 21 ottobre 2004. Un'edizione a prezzo ridotto, inclusa in SuperLite 2000 Series, è stata pubblicata il 27 ottobre 2005. Il titolo si riferisce alla leggenda del filo rosso del destino.
Akai Ito non è stato distribuito ufficialmente fuori dal Giappone, ma grazie allo sforzo dei fan è stata tradotto, come accaduto per il popolare gioco dōjin soft Tsukihime.

## Trama
Per organizzare l'eredità a causa della morte della madre, Kei Hato si dirige verso la casa del padre a Hemizuka. Nel viaggio in treno, Kei ha un misterioso sogno di un enorme albero e di una donna che sembra essere persa nella tristezza. A Hemizuka, Kei scopre il segreto nascosto nel suo stesso sangue attraverso vari incontri con una cacciatrice di Oni, un'amica della sua defunta madre, una giovane ragazza accompagnata da una volpe bianca, e anche dalla misteriosa ragazza dei suoi sogni. Nel corso della storia Kei è ostacolata dalle gemelle Nozomi e Mikage. La storia di Akai Ito varia notevolmente in base alle decisioni del giocatore che, non solo influenzano il corso della storia ma anche il finale che il giocatore raggiunge (molti dei quali suggeriscono sentimenti romantici tra i personaggi femminili).

## Personaggi
- Kei Hatō (羽藤桂?)

Doppiatore: Miyu Matsuki
La protagonista della storia. Kei è una persona negligente, cosa ironica visto che la sua frase preferita è "essere sempre preparati"
- Yumei (ユメイ?)

Doppiatore: Yūko Minaguchi
La misteriosa ragazza che appare nei sogni di Kei.
- Uzuki Senba  (千羽烏月?)

Doppiatore: Akeno Watanabe
La cacciatrice di Oni che Kei incontra alla stazione del treno, la sua spada è un vero flagello per gli oni. 
- Tsuzura Wakasugi (若杉葛?)

Doppiatore: Rie Kugimiya
Una ragazza che ha la metà dell'età di Kei, è sempre accompagnata da una volpe bianca. Kei la incontra nella casa abbandonata di suo padre.
- Sakuya Asama (浅間サクヤ?)

Doppiatore: Asami Sanada
Un'amica della madre deceduta di Kei. Ha il soprannome di "West".
- Nozomi , Mikage (ノゾミ・ミカゲ?)

Doppiatore: Megumi Kobayashi
Le gemelle oni antagoniste della storia.
- Kei (ケイ?)

Doppiatore: Kazutaka Ishii
Un ragazzo misterioso.
- Mayumi Hatō (羽藤真弓?)

Doppiatore: Nana Furuhara
- Yōko Nara (奈良陽子?)

Doppiatore: Mamiko Noto
- Rin Tōgo (東郷凛?)

Doppiatore: Miyuki Sawashiro

## Musica
- Canzone d'apertura 『 Mawaru Sekai de (廻る世界で) 』 di Haruka Shimotsuki / Riya
- Canzone di chiusura 『 Tabiji no Hate (旅路の果て) 』 di Haruka Shimotsuki / Riya